# Miroslav Pavlov
Miroslav Pavlov (22. srpna 1956 Topolčany – ?) byl československý a slovenský boxer, účastník olympijských her v roce 1980.

## Sportovní kariéra
Byl rodákem ze středoslovenské obce Kamanová nedaleko Topolčan. Měl pět sourozenců a po vzoru staršího bratra Josefa hrál v dětství fotbal. Potom co ho nevzali do fotbalové přípravky místního klubu zkoušel štěstí s volejbalem. Po základní devítileté škole nastoupil do učení soustružníkem v Dubnici nad Váhom u podniku Strojarske a metalurgické závody (SMZ). Místní boxerský oddíl nabízel v rámci volné času učňům hodiny boxu, kam ho v 15 letech nalákal jeho spolubydlící z internátu Miroslav Jantula. Jeho prvním trenérem boxu byl Rudolf Gondáš. Na jeho přípravu také dohlížel olympijský vítěz Ján Zachara. Zachara o něm jednou prohlásil – "z toho kluka vyroste náš reprezentant s pěti P". Trenérům se líbila jeho nebojácnost, řadil se mezi sportovce bez předstartovní trémy. Již po roce tréninku byl v roce 1972 ve finále juniorského mistrovství Československa v lehké váze do 60 kg.

### Začátky v mužích a nešťastná příprava na ME 1975
Ligovou soutěž mužů boxoval za Spartak od svých 18 let pod vedením Vojtecha Stantiena. V ročníku ligy 1974/75 patřil k oporám týmu, za který startoval podle potřeby až ve čtyřech hmotnostních kategoriích. Později uvedl, že daleko horší než rychlé shazování do lehké weltrové váhy do 63,5 bylo rychlé nabírání kil do střední váhy do 75 kg.
Za svoje výkony v lize obdržel v roce 1975 pozvánku od šéftrenér reprezentace Zdeňka Horáka na soustředění mužů k přípravě na červnové mistrovství Evropy v polských Katovicích. V březnu v mezistátním utkání družstev s NDR nastoupil jako náhradník proti Petru Spilskému ve veltrové váze do 67 kg a nečekaně zvítězil na klasifikační body. Věřil si, že by mohl nominaci na mistrovství Evropy vybojovat, ale pravděpodobně to nevyšlo a z trucu odmítl startovat na květnovém mistrovství republiky. Co se tehdy vlastně stalo není zřejmé a média té doby o problémech ve společnosti psát přímo (upřímně) nemohla. Dubnický týdeník Predstih jeho neúčast komentoval ve smyslu, že nezvládl shodit kila do své hmotnostní kategorie. Na soustředění musel dodržovat velterovou váhu do 67 kg a na mistrovství republiky byl nominován ve váze do 63,5 kg. Olomoucký obdeník Stráž lidu po jeho nástupu do služby napsal – "Snad mu tehdy trochu sláva stoupla do hlavy. Trucoval a teď lituje té klukoviny." V červnu získal mezi muži alespoň titul mistra Slovenska v lehké velterové váze do 63,5 kg, když ve finále porazil svého budoucího velkého soupeře Rostislava Osičku, startujícího za slovenskou Skalicu.

### Vojna v Olomouci a olympijský rok 1976
Jeho výkony v lize a reprezentaci neušly pozornosti armádního střediska vrcholového sportu v Olomouci. Kam jako vyučený soustružník nastoupil v létě 1975 základní vojenskou službu. Připravoval se pod vedením Alexandra Bögiho a jeho asistenta Josefa Lysoňka. V Dukle se sešel se stejně starým, výškově a stylově podobným Rostislavem Osičkou. Aby si nekonkurovali bylo rozhodnuto, že on se přesune do lehké střední váhy do 71 kg a Osička bude startovat ve veltrové do 67 kg. V olympijském roce 1976 byl však klubovou i reprezentační dvojkou za končící boxerskou hvězdou Tomášem Kemelem. Kemel ani žádný z československých boxeru se na olympijské hry v Montreálu nenominoval.

### Mistrovství Evropy 1977 a návrat do Dubnice
V roce 1977 se stal reprezentační jedničkou v lehké střední váze do 71 kg a svými výsledky přímo navázal na úspěchy svého předchůdce Tomáše Kemela. V dubnu zvítězil na silně obsazené Velké ceně Ústí nad Labem. Na květnovém mistrovství republiky sice prohrál v semifinále těsně s Pavlem Galusem 2:3 na klasifikační body, ale nominace na mistrovství Evropy ve východoněmeckém Halle mu neutekla. V úvodním kole porazil po výborném výkonu Itala Alfreda Carrboneho 5:0 na klasifikační body. V zápase zvolil správnou taktiku, neustálým pohybem ze zajištěné obrany podnikal výpadu a přesně Itala zasahoval na hlavu i spodek. Ve čtvrtfinále ho čekal olympijský vítěz Polák Jerzy Rybicki, se kterým prohrál jednoznačně 0:5 na klasifikační body. Zápas rozhodli Rybického mimořádně přesné kombinace předního direktu (jabu) se zádním hákem na spodek. Prohrál, ale podle šéftrenéra reprezentaca Josefa Malíka v turnaji předvedl slibný výkon pro budoucí reprezentaci. Malíkovi se líbila jeho bojovnost a odvaha s jakou proti olympijskému vítězi boxoval. Jeho výkon v turnaji hodnotil lépe než výkon medailisty Svatopluka Žáčka, který měl ve čtvrtfinále hratelného soupeře z Rakouska.
V září se ještě jako voják základní služby účastnil letní spartakiády spřátelených armád v kubánské Havaně. V úvodním kole porazil jednoznačně 5:0 na klasifikační body Mexičana Bautistu. Ve čtvrtfinále však do souboje proti Kubánci Felipe Martínezovi pro zranění nenastoupil. Na podzim vzbudil pozornost jeho zápas s Turkem Incenursunem (Incedursunem), který prohrál těsně 1:2 na klasifikační body. Mezistátní utkání družstev s Tureckem vysílala z Lucerny v přímém přenosu televize a diváci se shodli na tom, že Pavlovovi rozhodčí ukřivdili. To byl již zpátky doma v Dubnici nad Váhom a za TJ Spartak boxoval ligový ročník 1977/78.
Na zápas s Jerzy Rybickim později vzpomínal, když se v roce 1980 dozvěděl svůj olympijský los – čekal ho zápas s Polákem Kazimierzem Szczerbou. Před zápasem s Rybickim se snažil načíst jeho styl. Věděl, že je lepší v technice a má větší zápasové zkušenosti. Taktiku proti němu postavil na silé a důrazu. V závěru 1. kola zasáhl Rybického zadním hákem na bradu, avšak současně s gongem. Rybicki se v přestávce oklepal – jeho údery nebyly razantní, ale přesné a kvůli tomu s ním prohrál.
Důvodů proč ukončil na podzim 1977 spolupráci s armádním vrcholovým střediskem měl několik. V roce 1977 se mu narodil syn Miroslav a podnik, který podporoval dubnický boxerský oddíl Spartak Strojarské a metalurgické závody mu nabídl zajímavou pracovní pozici a byt. V podniku byli sportovní reprezentanti klubu zaměstnáni na nenáročných pozicích a dostávalo se jim značným pracovních úlev. Mohli se tak plně věnovat sportovní přípravě. Jemu konkrétně podnik přidělil byt na nově postaveném sídlišti Centrum 1. Nedaleko měl zahrádku kam chodil relaxovat. Byl zaměstnán v závodě 2 (hala 1, středisko 222). Jeho mistrem v podniku byl místopředseda dubnického boxerského klubu Vendelín Chudý. Strojarské a metalurgické závody (SMZ) patřili od roku 1965 do koncernu (trustu) VHJ ZŤS Martin (VHJ Závody ťažkého strojárstva Martin), který měl ve vlastnictví řadu rekreačních zářízení a sportovišť. V roce 1978 začaly podniky sdružené ve VHJ ZŤS užívat jednotný název Závody ťažkého strojárstva.

### Rivalita s Osičkou a mistrovství světa 1978
V Dubnici na jeho přípravu dohlížel původem bulharský trenér Elenko Savov. V březnu startoval na turnaji Zlatý pás v rumunské Bukurešti ve velterové váze do 67 kg a prohrál v úvodním kole s domácím Cornelem Hodutem. Na dubnové Velké ceně Ústí nad Labem obhájil loňské první místo, nově v nižší velterové váze do 67 kg. Jeho hlavní rival z reprezentace Rostislav Osička proti němu ve finále pro zranění nenastoupil. V dubnu v mezistátním utkání družstev s Finskem startoval kvůli Osičkovi opět v lehké střední váze do 71 kg a porazil Arto Kolehmainenema na klasifikační body. Utkání s Finskem rozhodovalo o nominaci na květnové mistrovství světa v Bělehradě. On měl nominaci prakticky jistou za vítězství na Velké ceně, Rostislav Osička svůj zápas s Finem Kalevi Kosunenem prohrál a nominován nebyl. Na mistrovství světa tak mohl startovat ve své oblíbené velterové váze do 67 kg. V úvodním kole ho čekal v Československu dobře známý reprezentant Maďarska Jenő Danyi. Vyrovnaný zápas rozhodlo Maďarovo krvavé zranění v obličeji, po kterém rozhodčí na doporučení lékaře zápas zastavil. Ve čtvrtfinále nastoupil proti mezinárodně neznámému Američanovi Rooseveltu Greenovi. Zápas boxoval takticky z hlubokého krytu. Soupeře si předcházel a tvrdě ho zasahoval. Na rychlého Američana to však nestačilo. Všech pět rozhodčích hlasovalo proti němu shodně 58:59 a prohrál tedy 0:5 na klasifikační body. Trenér reprezentace Josef Malík byl po zápase rozčarovaný. Po závěrečném gongu věřil ve vítězství svého svěřence. Jeho porážka mrzela i olympijského medailistu Jana Heřmánka, který si podobně jako on v roce 1928 nedokázal naklonit rozhodčí na svojí stranu.
V závěru měsíce května získal svůj první titul mistra republiky, když ve finále porazil těsně Rostislava Osičku. Tím vlastně předsvědčil šéftrenéra reprezentace Josefa Malíka o přehodnocení olympijské přípravy – stal se reprezentační jedničkou ve velterové váze do 67 kg a Rostislav Osička se přesunul do vyšší lehké střední váhy do 71 kg. V srpnu se s Janem Tabáčkem účastnil boxerské exhibice na Světovém festivalu mládeže a studenstva v Havaně na Kubě. V záři mu na Memoriálu Václava Procházky vrátil předchozí porážky ve finále Rostislav Osička. V listopadu prohrál na turnaji TSC v Berlíně ve čtvrtfinále s domácím Klausem-Dieterem Schulzem, ale vzápětí vyhrál turnaj Holandských tulipánů v Rotterdamu.

### Kritika na ME a podzim zranění (1979)
Reprezentační sezonu 1979 začal koncem února těsnou porážkou s Uganďanem Johnem Mugabim (2:3) ve čtvrtfinále turnaje Zlatá loďka v Lodži. Na mistrovství republiky obhájil titul mistra republiky ve veltrové vázy, když ve finále porazil Rostislava Osičku. Jako cenu obdržel obraz od umělce Jiřího Švengsbíra. V dubnu kvůli závěrečné přípravě na květnové mistrovství Evropy v západoněmeckém Kolíně nad Rýnem nestartoval na Velké ceně Ústí nad Labem a přišel o možnost podruhé obhájit své vítězství. Vystoupení na mistrovství Evropy se mu však nepovedlo. Prohrál v úvodním kole s jugoslávských Srbem Sretenem Mirkovićem 1:4 na klasifikační body. Neměl svůj den, zaboxoval pod své možnosti. Na první větší kritiku svého výsledku reagoval do novin slovy, že nevěděl jak proti způsobu boje svého soupeře (jeho elánu) boxovat.
V záři startoval na Memoriálu Václava Procházky v Ostravě. Ve finále veltrové váhy do 67 kg postoupil do finále proti Kubánci Ivanu Merinovi, ale kvůli zranění žeber ho lékař do zápasu nepustil. Celý následující podzim se s ním táhlo zranění obočí, kvůli kterému nedokončil jediný zápas. Novináři si proto kladli otázku proč nastupoval, když reprezentaci ani svému klubu nepomohl. Němeli oni pomoct jemu – odpočinkem, možností doléčit zranění?.

### Olympijský rok 1980
Olympijský rok začal vítězstvím nad Jenő Danyim na mezistátním utkání družstev s Maďarskem. Na březnovém turnaji Zlatá loďka v Lodži ho v úvodním kole zápasu s Řekem Athanasiosem Iliadisem (2:3) zařízli rozhodčí. Po zápase se trenérovi Josefu Malíkovi udajně přišli pořadatelé omluvit za špatný výkon rozhodčích. V dubnu startoval v rámci přípravy na Velké ceně Ústí nad Labem, ale v úvodním kole ho porazil juniorský mistr Evropy Valerij Laptěv ze Sovětského svazu. Nebyl v optimální formě, měl daleko do toho co si trenér reprezentační trenér Josef Malík představoval, ale zůstal v olympijském roce jediným reálným kandidátem olympijských her v Moskvě, který absolvoval kompletní čtyřletý olympijský cyklus příprav – Vladislav Konečný byl dlouhodobě zraněný, Václav Horňák musel ze zdravotních důvodů ukončit sportovní kariéru a jeho rival a parťák z reprezentace Rostislav Osička utápěl svůj talent ve dvou vahových kategoriích a také ve víně... 
Na červnovém mistrovství republiky získal ve velterové váze do 67 kg třetí titul v řadě a komise turnaje ho vyhlásila nejtechničtějším boxerem. Tímto výsledkem si pojistil jistou nominaci na srpnové olympijské hry v Moskvě. Olympijský turnaj bojkotovalo kvůli politice několik zemí – v boxu konkrétně výrazně chyběli zástupci Spojených států (kdokoliv) nebo Německé spolkové republiky (v jeho váze úřadující mistr Evropy Ernst Müller). V úvodním kole olympijského turnaje ho čekal Polák Kazimierz Szczerba. Zápas začal důrazně, bez respektu. Měl dobrý pohyb, boxoval v sériích, úspěšně zkracoval vzdálenost. Dobře začal i druhé kolo, jenže ve 13 sekundě potkal s hlavou soupeře a kvůli hluboké tržné ráně v obočí rozhodčí na pokyn lékaře zápas zastavil r.s.c. (referee stops the contest). Porážku vzal sportovně – "Cítil jsem se v dobré formě i pohodě. Chtěl jsem dokázat, že v Československu boxeři nevymřeli." Později na besedách uváděl, že úder hlavou byl od soupeře úmyslný. Slovenský novinář Radovan Burian naopak viděl jeho pochybení – "Na začátku druhého kola Pavlov živelně zaútočil s vysunutou hlavou a rozbil si vlastní vinou obočí".
V září chyběl na Memoriálu Václava Procházky. Důvodem je absence byly táhnoucí se problémy s kotníkem (achillova šlacha).

### Rekonvalescence, návrat a konec (1981–1983)
S kotníkem laboroval od závěrečné přípravy na olympijské hry. Na podzim se rozhodl kvůli sílící bolesti k radikálnímu řešení operace. Operaci podstoupil 17. prosince 1980 v Martině. Šest týdnů měl nohu v sádře a měsíční rehabilitaci v Piešťanech nastoupil 14. dubna 1981.
V červnu 1981 se vrátil po zranění ve střední váze do 75 kg v lize. V záři obsadil třetí místo na Memoriálu Václava Procházky. Na mistrovství republiky v netradičním termínu v prosinci prohrál ve finále střední váhy do 75 kg těsně 2:3 na klasifikační body s olomouckým Ivanem Gondou. Novináři oceňovali jeho vůli vrátit se po dvou operacích achylovky.
V roce 1982 patřil opět k oporám reprezentace. Otázkou však bylo v jaké hmotnostní kategorii bude nastupovat. Po zranění pro něho bylo náročné vrátit se do velterová hmotnostní kategorie do 67 kg, ale nový trenér reprezentace František Gašparík se ho k tomu snažil přesvědčit. V lehké střední váze do 71 kg počítal s olympijským medalistou Jánem Fraňkem. Koncem února porazil na mezistátním utkání družstev s Maďarském před časovým limitem svého tradičního soupeře Jenő Danyiho. Vzápětí se mu však nepodařil mezinárodní turnaj Strandža, nově v bulharském Jambolu. Prohrál v lehké střední váze do 71 kg diskvalifikací s Jugoslávcem Rebronjou. Na březnové Velké ceně Ústí nad Labem prohrál až ve finále velterové váhové kategorie do 67 kg se sovětským reprezentantem Gennadijem Bučněvem. Přes tyto výsledky ho trenérská rada v čele s Petrem Králem nenominovala na květnové mistrovství světa v německém Mnichově. V červnu prohrál ve finále mistrovství republiky s Jánem Fraňkem v lehké střední váze do 71 kg.
V září 1982 nenastoupil pro zranění do utkání čtvrtfinále Memoriálu Václava Procházky proti Dušanu Hečkovi. Na začátku listopadu si zranil ruku v zápase ligového kola s martinským Stanislavem Laščekem. Před začátek ligové sezóny 1983/84 trenér Spartaku ZŤS Dubnica Elenko Savov řekl, že Pavlov je od svého zranění s Laščekem stále na marodce. Zranění ruky ukončilo jeho sportovní kariéru, kterou ohlásil v roce 1985.
Jeho další činnost ve sportu či v osobním živote není dobře dokumentovaná. Na fanouškových stránkách o českých a slovenských boxerech (Bývalí boxeři České a Slovenské republiky) je v komentářích pod jeho fotkami uvedeno, že je již po smrti. Po rozvodu měl podlehnout démonu alkoholu a skončit na ulici jako bezdomovec. Naposledy byl viděn v okolí Frýdku-Místku. O jeho smrti neinformovala žádná dostupná média.

### Výsledky
| Turnaj                | 1975 | 1976   | 1977   | 1978   | 1979   | 1980   | 1981 | 1982 |
| Turnaj                | 19   | 20     | 21     | 22     | 23     | 24     | 25   | 26   |
| Turnaj                | –67  | –71 kg | –71 kg | –67 kg | –67 kg | –67 kg | –71  | –67  |
| --------------------- | ---- | ------ | ------ | ------ | ------ | ------ | ---- | ---- |
| Olympijské hry        |      | —      |        |        |        | úč.    |      |      |
| Mistrovství světa     |      |        |        | 5.     |        |        |      | —    |
| Mistrovství Evropy    | —    |        | 5.     |        | úč.    |        | —    |      |
| Mistrovství SA        |      |        | 5.     |        |        |        |      |      |
| Memoriál V. Procházky | 5.   | 3.     | —      | 2.     | 2.     | —      | 3.   | úč.  |
| VC Ústí nad Labem     | —    | —      | 1.     | 1.     | —      | úč.    | —    | 2.   |
| VC Slovenska          | —    | —      | —      | —      | 1.     | 1.     | —    | —    |
| Mistrovství ČSSR      | DNS  | 3.     | 3.     | 1.     | 1.     | 1.     | 2.   | 2.   |

## Výroky a fráze
| „                                   | Víte každý boxer si dává pozor. Zvláště při tancovačkách jsou na nás lidi zvědaví, někdo se nás snaží i vyprovokovat. V takovém případě radši odcházím, třebaže vím, že bych protivníka zkrotil bez problémů. | “ |
| — Československý sport, 31. 5. 1978 | |   |